# Nürnberger Bündnis Fair Toys

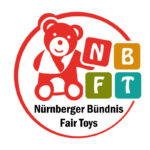
Nürnberger Bündnis Fair Toys

Das Nürnberger Bündnis Fair Toys ist ein Zusammenschluss verschiedener zivilgesellschaftlicher Organisationen und Körperschaften des öffentlichen und kirchlichen Rechts mit Sitz in Nürnberg. Das Bündnis setzt sich für die Beachtung der Menschenrechte und grundlegender Arbeitsstandards in der Spielwarenbranche ein.

## Geschichte
Seit 2001 engagiert sich das Bündnis für die Verbesserung der Menschenrechte und sozialen Arbeitsstandards in der Spielwarenbranche. Das NBFT informiert mit öffentlichen Aktivitäten die Bevölkerung und sucht das konstruktive Gespräch mit Industrie, Handel, Messen und Politik. Bekannt wurde das Bündnis auch durch verschiedenste öffentlichkeitswirksame Aktivitäten rund um die Nürnberger Spielwarenmesse und dem Nürnberger Christkindlesmarkt sowie bei der Aktion fair spielt. Das Bündnis hat 2018 einen Multistakeholder-Dialog gemeinsam mit engagierten Unternehmen und dem Deutschen Verband der Spielwarenindustrie (DVSI) gestartet, mit dem Ziel der Gründung einer Institution, welche glaubhaft für menschenwürdige und umweltfreundliche Produktionsbedingungen in der Spielwarenbranche steht. Das NBFT war maßgeblich an der Gründung der Fair Toys Organisation beteiligt.

## Beteiligte
- Arbeiterwohlfahrt (AWO)
- Bund der Deutschen Katholischen Jugend (BDKJ)
- Bluepingu e.V.
- Christliche Initiative Romero (CIR)
- Deutscher Gewerkschaftsbund (DGB)
- Evangelische Jugend (EJN)
- Fairtrade Stadt Fürth
- Katholische Arbeitnehmer Bewegung (KAB) Eichstätt
- Fenster zur Welt (Katholische Stadtkirche Nürnberg)
- Kreisjugendring (KJR)
- Lorenzer Laden
- Menschenrechtsbüro Stadt Nürnberg
- Mission EineWelt
- Naturkiste – ökofaires Spielzeug
- Nürnberger Menschenrechtszentrum
- Spielzeugmuseum Nürnberg
- Spiel ein Spiel
- Weltgebetstag der Frauen
- Wissenschaftler (z. B. Prof. Dr. Harald Bolsinger, FHWS)